# キャスリーン・ケネディ・タウンゼンド
キャスリーン・ハーティントン・ケネディ・タウンゼンド（Kathleen Hartington Kennedy Townsend、1951年7月4日 - ）は、第35代アメリカ合衆国大統領ジョン・F・ケネディの弟でケネディ政権の司法長官を務めたロバート・ケネディの長女。7男4女11人の兄弟姉妹の第1子。メリーランド州副知事を務めた。
2002年度中間選挙でメリーランド州知事に民主党から立候補するも、共和党候補に敗退した。
私生活では4人の子供 (Meaghan, Maeve, Rose, Kerry) がおり、2011年6月27日に初孫も誕生した。2020年に娘のMaeve、初孫のギデオンをカヌー事故で亡くす悲劇に見舞われた。